# Reprezentacja Jugosławii w futsalu mężczyzn
Reprezentacja Jugosławii w futsalu – nieistniejący obecnie zespół futsalowy, biorący udział w imieniu Jugosławii w meczach i sportowych imprezach międzynarodowych, powoływany przez selekcjonera, w którym mogli występować wyłącznie zawodnicy posiadający obywatelstwo jugosłowiańskie. Reprezentacja Jugosławii rozegrała w latach 1987-1990 w sumie cztery spotkania (dwa zwycięstwa, dwie porażki) i nigdy nie brała udziału w kwalifikacjach do międzynarodowych rozgrywek.